# Letov Š-6
O Letov Š-6 foi um bombardeiro construído pela Letov na Checoslováquia na década de 1920.

## Projeto e desenvolvimento
Era um biplano convencional, conceitualmente derivado do Š-2. A construção das asas com um perfil mais grosso foi completamente nova, mas apesar de ter sido planejada para ser construída em metal, a estrutura ainda era de madeira devido à falta de materiais após a Primeira Guerra Mundial. A fuselagem possuía uma estrutura em tubos de aço e coberta com tela.
Em 1925, a aeronave de transporte Letov Š-19 foi criada com base no Š-6.

## Histórico operacional
Em 1923, uma aeronave com matrícula L-BORA pilotada por Augustin Charvát, voou pela rota Praga - Gothenburg. O desempenho durante os voos de teste era promissor e em 1924 o piloto Alois Ježek atingiu um recorde de altitude com uma carga de 500 kg, alcançando 6.147 m. Em outra ocasião, venceu o recorde nacional de duração de voo, voando por 10 horas e 32 minutos. 
O Š-6 foi o principal bombardeiro checoslovaco da segunda metade da década de 1920, com 36 aeronaves produzidas e, apesar da aeronave ter de passar por uma reestruturação no frágil trem de pouso e berço do motor, o modelo operou em serviço militar até 1934. Após este período, foi substituída pelo Š-16.